# Comuna Novomlînivka, Rozivka
Novomlînivka (în ucraineană Новомлинівка) este o comună în raionul Rozivka, regiunea Zaporijjea, Ucraina, formată din satele Novodvorivka și Novomlînivka (reședința).

## Demografie
Componența lingvistică a comunei Novomlînivka
     Ucraineană (51,49%)
     Rusă (46,74%)
     Greacă (1,63%)
Conform recensământului din 2001, majoritatea populației comunei Novomlînivka era vorbitoare de ucraineană (51,49%), existând în minoritate și vorbitori de rusă (46,74%) și greacă (1,63%).